# No Ar com André Henning
No Ar com André Henning foi um programa de entrevistas brasileiro, com foco no esporte, apresentado por André Henning no canal Esporte Interativo.
No programa, que estreou em 2014 e que ia ao ar diariamente, André Henning, principal narrador dos canais Esporte Interativo recebia uma celebridade para um bate-papo sobre assuntos relacionados ao esporte. Inicialmente, o programa era exibido somente nas parabólicas, às 17h45 (horário de Brasília). Mais tarde, atração foi para as 10:00 e transitou em vários horários até o final de 2016. A atração voltou ao ar em fevereiro de 2017, como programa semanal, às quintas, 22:30, sendo gerado dos novos estúdios do Esporte Interativo em São Paulo.
Com o anúncio da descontinuação dos canais Esporte Interativo, em agosto, o programa foi reprisado em loop todos os dias até setembro, quando os canais foram desativados. Também em setembro, a atração voltou a ao ar, agora no canal Space, com exibição as segundas, na faixa de meia-noite.
Em 27 de maio de 2019, o programa deixou de ser exibido na TV, por um pedido do Esporte Interativo. A atração continuou apenas com edições especiais na página do EI no YouTube.

## Sinopse do programa
| “ | André Henning recebe os grandes nomes do esporte para um papo franco e aberto sobre todos os assuntos. | ” |